# Stephen Meek
 (novembre 2020).
Si vous disposez d'ouvrages ou d'articles de référence ou si vous connaissez des sites web de qualité traitant du thème abordé ici, merci de compléter l'article en donnant les références utiles à sa vérifiabilité et en les liant à la section « Notes et références ».
Pour les articles homonymes, voir Meek.
Stephen Hall Meek, né le 4 juillet 1807 en Virginie et mort le 8 janvier 1889 en Californie, est un trappeur et un guide américain célèbre, qui conduisait des convois dans l'Ouest américain. Il a été marié avec Elizabeth Schoonover.
Sa vie est évoquée dans le film La Dernière Piste (2010), son personnage étant joué par Bruce Greenwood.